# Seitensatz
Seitensatz ist ein Begriff aus der musikalischen Formenlehre und stellt den zweiten Hauptteil einer Exposition in der Sonatensatzform dar. In der Reprise wird er transponiert und gegebenenfalls variiert wiederholt.
Im Regelfall einer klassischen Sonate (von dem es viele Ausnahmen gibt) lässt sich über den Seitensatz Folgendes sagen:
- Vor ihm findet eine Überleitung aus dem Hauptsatz statt, die modulatorisch auf die Tonart des Seitensatzes vorbereitet.
- Wenn die Sonate in Dur steht, steht der Seitensatz in der Dominanttonart. Wenn die Sonate in Moll steht, steht der Seitensatz in der parallelen Durtonart.
- Am Anfang des Seitensatzes steht ein eigenes, mit dem Hauptsatzthema kontrastierendes (oft lyrisches) Thema, meist kurz als „2. Thema“ bezeichnet.
- Der Seitensatz endet oft mit einer charakterlich abweichenden „Schlussgruppe“. In der entwickelten Sonatenform seit Beethoven entwickelt sich die Schlussgruppe oft zu einem selbständigen dritten Hauptteil der Exposition mit eigenem Thema. Man spricht dann vom „Schlusssatz“.
- In der Reprise erscheint der Seitensatz in die Haupttonart des Satzes zurücktransponiert. In Mollsonaten, wo er in der Exposition in der parallelen Durtonart gestanden hatte, wird er jedoch in der Reprise häufig nicht in der Molltonart, sondern in ihrer Durvariante wiedergebracht. (So etwa im ersten Satz der 5. Sinfonie Beethovens, die in c-Moll steht: In der Exposition steht der Seitensatz in Es-Dur, in der Reprise in C-Dur.)

Diese Merkmale des Seitensatzes prägen sich im Laufe der zweiten Hälfte des 18. Jahrhunderts allmählich aus. Vom mittleren Beethoven an treten häufig bewusste Abweichungen von dieser Form (insbesondere in harmonischer Hinsicht) auf.